# Gospel-kids
Gospel-kids er et netværk af forskellige børnekor, som har tilhørsforhold til Gospel-kids Danmark.
Visionen  startede med Inger Lise Møller i 2003, da hun ønskede, at børn skulle have muligheden for at udtrykke glæde gennem bevægelser og sang, glæde for Gud, for hans gaver og for hinanden. Hun nåede aldrig at se visionen, da hun døde i en tidlig alder. I dag findes der omkring 25 Gospel-kids grupper i Danmark. Gospel-kids Danmark er et samarbejde mellem Danmarks Folkekirkelige Søndagsskoler og IM-musik, som er Indre Missions musikarbejde.

## Diskografi[2]
- Som jeg er (2007)
- Livsglæde (2008)
- Så er der fest (2010)
- Stor opstandelse (2011), ikke udgivet til streaming
- Dyrebare Dråber (2011)
- Du er fri (2012), ikke udgivet til streaming
- Julestjerne (2012), som Kristkirkens børne- og ungdomskor
- ALTID (2013)
- Fuldstændig Fri (2015)
- Festival opsamlings-CD (2017)
- Gaveregn (2018)
- Gospel-kids Festival 2019 - Som vi er (2019)
- Julens største stjerne (2019)
- Gospel-kids Festival 2020 - Gud er
- Fadervor (2021)
- Gospel-kids Festival 2022 - Nu synger Gospel-kids (2022)
- Plads til Jesus (2022)
- Gospel-kids Festival 2023 - Fantastisk Liv (2023)
- Gospel-kids Festival 2024 - En for alle (2024)